# 今町一里塚

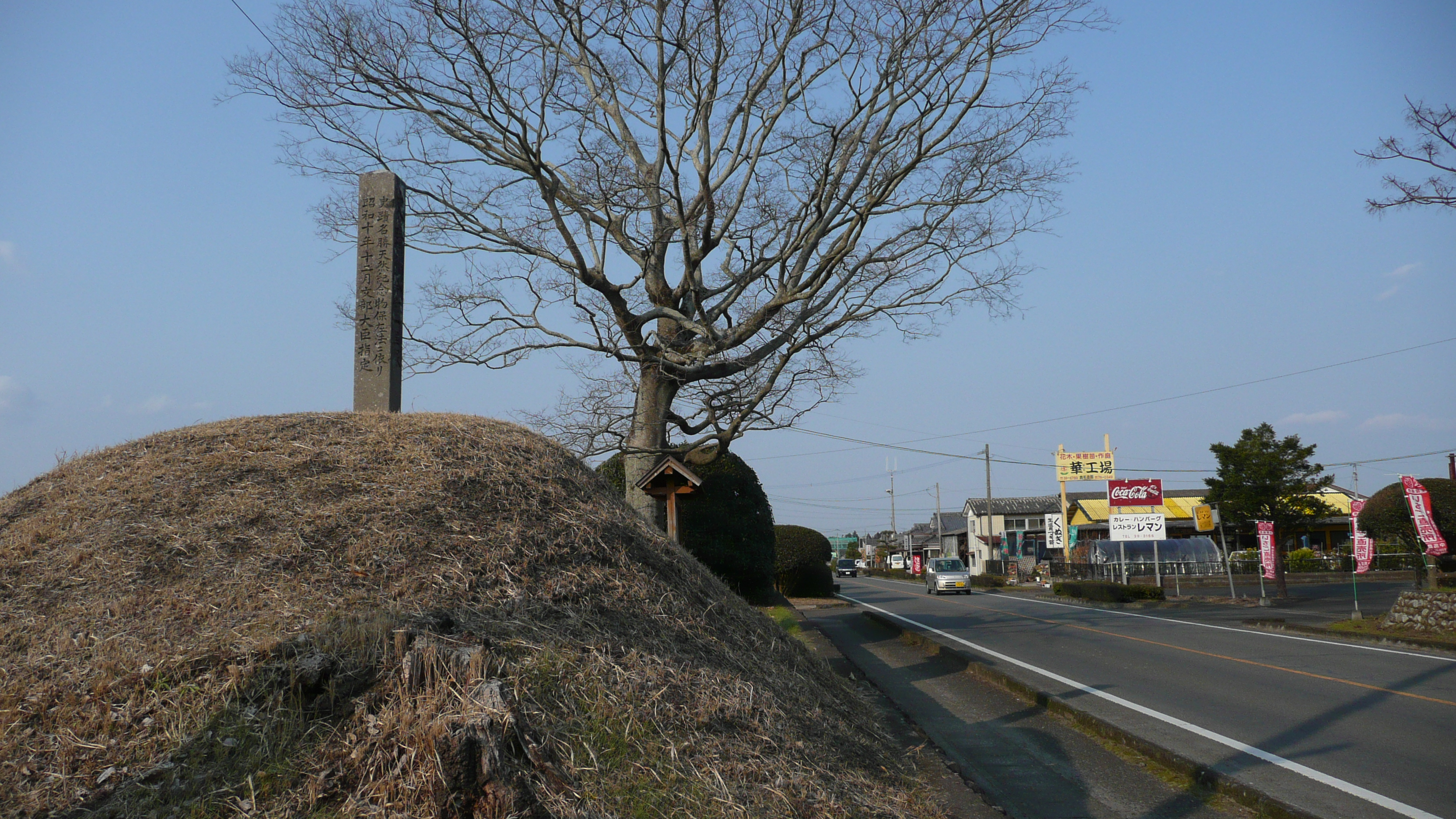
今町一里塚

今町一里塚（いままちいちりづか）は、宮崎県都城市今町・梅北町にある一里塚である。1935年12月24日に国史跡に指定され、1973年7月21日に、一部残存する並木敷きの追加指定が行われた。都城より1里、旧志布志街道をはさみ、国道269号（旧今町街道）の両側に残る。底部径7.2m、高さ2.7m。現在は史跡指定地は公有化されている。